# Чемерно (превој)
Чемерно је превој у источној Херцеговини, на југозападном рубном делу котлине Чемерно, између планина Живња и Лебршника. Превој је висок 1.293 метра.
Превој је саставни део хидролошког развођа црноморског и јадранског слива, те климатске и фито географске границе између континентално-пленинских утицаја са севера и медитеранских са југа.
Планински превој Чемерно раздваја три географске обаласти, на истоку и југу се налази Источна Херцеговина, на западу Стара Херцеговина, а на северу је Подриње, односно слив реке Дрине. Планински превој Чемерно се налази између Националног парка Сутјеска и Националног парка Дурмитор. У непосредној близини, северно од планинског превоја Чемерно се налази прелаз Шћепан поље који повезује Фочу са Никшићем.

## Историја
Према усменом предању локалног становништва, назив Чемерно потиче од веровања да су српске мајке пратиле турске караване који су у јањичаре одводили српску децу из Херцеговине путем Цариграда. Изнемогле од напорног пута и успона, српске мајке су падале по друму и запомагале „Куку мени чемерној! Јадна ти сам чемерна!".
На Чемерну се налази позната метеоролошка станица од 1892. и фенолошка станица од 1959. године.
Превој је најповољнији природни прелаз из Гатачког поља у долину Сутјеске и Дрине. Тим правцем је пролазио дубровачки друм. Године 1958, изграђен је асфалтни пут који повезује Дубровник  са Босном и Херцеговином и Србијом.
Пут који је водио преко планинског превоја Чемерно и служио за повезивање локалног становништва Источне и Старе Херцеговине, а који је изграђен за време Југославије, је пропао. Влада Републике Српске је преко Министарства саобраћаја и веза Републике Српске финансирала обнову старог пута и изградњу нових деоница. Јавно предузеће „Путеви Републике Српске“ је израдило план обнове и на тендеру изабрало требињско предузеће „Херцеговина путеви“ које је 2009. године извршило радове обнове и изградње нових деоница на планинском превоју Чемерно. За одржавање пута на планинском превоју Чемерно се брине јавно предузеће „Путеви Републике Српске“, које је уједно надлежно за све путеве у Републици Српској. Дана 10. октобра 2013. године, два мјесеца након званичног отварања нове деонице пута, десио се први одрон који је блокирао саобраћај на неколико сати, а само три дана касније и други.